# Mutisari
Mutisari is een bestuurslaag in het regentschap Wonosobo van de provincie Midden-Java, Indonesië. Mutisari telt 1292 inwoners (volkstelling 2010).